# 聖テミストクレス
聖テミストクレス（生年不明 - 251年、ギリシア語: Άγιος Θεμιστοκλής, ロシア語: Святой Фемистоклей ,英語: Saint Themistokles）は正教会の聖人。日本正教会ではミラ・リキヤの聖致命者フェミストクレイと表記される（表記は教会スラヴ語転写に由来）。現代ギリシャ語から転写すればセミストクリスとなる。
テミストクレスは羊飼いであり、当時はローマ帝国領だったリュキア（現トルコ南西部）のミュラ（ミラ）付近に住んでいた。
キリスト教を組織的に弾圧したデキウス帝治下で致命（殉教）した。
記憶日は12月21日（ユリウス暦を使用する教会ではグレゴリオ暦の1月3日に相当）。